# Psacothea nigrostigma
Psacothea nigrostigma là một loài bọ cánh cứng trong họ Cerambycidae.